# Стефано Раимонди
Стефано Раимонди (енгл. Stefano Raimondi; рођен 1. јануара 1998) у Соаве, Венето, Италија) је италијански параолимпијски пливач који је освојио 7 медаља на Летњим параолимпијским играма 2020. године.

## Достигнућа
Раимонди је освојио 34 медаље на параолимпијским међународним такмичењима у пливању . 

## Лични живот
Стефано Рејмонди је у барку са Ђулијом Терци, параолимписком пливачицаом.